# Ernests Gulbis
Ernests Gulbis (Riga, 30 d'agost de 1988) és un tennista professional letó. En 2008, Gulbis guanyà el seu primer títol de dobles de l'ATP World Tour a Houston, juntament amb Rainer Schüttler, i en 2010 guanyà el seu primer títol d'individuals a l'ATP Tour en el Delray Beach, derrotant Ivo Karlović en la final. El seu millor rànquing individual fou la desena posició el 2014, el primer tennista letó en arribar al Top 10 del circuit ATP. Fins aquest moment presenta un percentatge perfecte en les finals disputades, sis individuals i dues de dobles, totes comptades per victòries, si bé tots són torneigs de categoria inferior del circuit ATP.

## Biografia
Gulbis prové d'una família rica, el seu pare Ainārs és un banquer d'inversions i la seva mare Milēna Gulbe-Kavace és una actriu teatral. El seu avi matern és Uldis Pūcītis, un actor i director de cinema famós. Els seus pares són col·leccionistes de llibres i el seu nom és en honor de l'escriptor Ernest Hemingway. És el segon de cinc germans: tres germanes i un germà. La seva família té tradició esportiva, ja que la seva germana Laura Gulbe també és tennista i el seu avi Alvils Gulbis fou jugador de bàsquet amb ASK Riga i campió d'un campionat europeu amb la selecció soviètica.
Parla diversos idiomes com el letó, anglès i rus, i també una mica de francès i alemany.
Va començar a jugar a tennis amb 12 anys quan va entrar a l'acadèmia de Niki Pilić a Alemanya. Posteriorment fou entrenat per Guillermo Cañas, Karl Heinz Wetter, Hernán Gumy, Darren Cahill. El 2006 fou guardonat amb el premi al millor esportista letó de l'any en la categoria d'estrella emergent.
Des del 2011 està a les ordres de Gunter Bresnik.

## Palmarès: 8 (6−2)

### Individual: 6 (6−0)
| Llegenda (pre/post 2009)                                 |
| -------------------------------------------------------- |
| Grand Slams (0−0)                                        |
| Tennis Masters Cup / ATP Finals (0−0)                    |
| ATP Masters Series / ATP World Tour Masters 1000 (0−0)   |
| ATP International Series Gold / ATP World Tour 500 (0−0) |
| ATP International Series / ATP World Tour 250 (6−1)      |

| Títols per superfície |
| --------------------- |
| Dura (5−1)            |
| Gespa (0−0)           |
| Terra batuda (1−0)    |

| Resultat  | Núm. | Data                   | Torneig                    | Superfície   | Oponent en la final    | Marcador      |
| --------- | ---- | ---------------------- | -------------------------- | ------------ | ---------------------- | ------------- |
| Guanyador | 1.   | 28 de febrer de 2010   | Delray Beach, Estats Units | Dura         | Ivo Karlović           | 6−2, 6−3      |
| Guanyador | 2.   | 31 de juliol de 2011   | Los Angeles, Estats Units  | Dura         | Mardy Fish             | 5−7, 6−4, 6−4 |
| Guanyador | 3.   | 3 de març de 2013      | Delray Beach (2)           | Dura         | Édouard Roger-Vasselin | 7−6(3), 6−3   |
| Guanyador | 4.   | 22 de setembre de 2013 | Sant Petersburg, Rússia    | Dura (i)     | Guillermo García López | 3−6, 6−4, 6−0 |
| Guanyador | 5.   | 23 de febrer de 2014   | Marsella, França           | Dura (i)     | Jo-Wilfried Tsonga     | 7−6(5), 6−4   |
| Guanyador | 6.   | 24 de maig de 2014     | Niça, França               | Terra batuda | Federico Delbonis      | 6−1, 7−6(5)   |
| Finalista | 1.   | 21 d'octubre de 2018   | Estocolm, Suècia           | Dura (i)     | Stéfanos Tsitsipàs     | 4−6, 4−6      |

### Dobles: 2 (2−0)
| Llegenda (pre/post 2009)                                 |
| -------------------------------------------------------- |
| Grand Slams (0−0)                                        |
| Tennis Masters Cup / ATP Finals (0−0)                    |
| ATP Masters Series / ATP World Tour Masters 1000 (0−0)   |
| ATP International Series Gold / ATP World Tour 500 (0−0) |
| ATP International Series / ATP World Tour 250 (2−0)      |

| Títols per superfície |
| --------------------- |
| Dura (1−0)            |
| Gespa (0−0)           |
| Terra batuda (1−0)    |

| Resultat  | Núm. | Data                 | Torneig                    | Superfície   | Parella          | Oponents en la final           | Marcador         |
| --------- | ---- | -------------------- | -------------------------- | ------------ | ---------------- | ------------------------------ | ---------------- |
| Guanyador | 1.   | 14 d'abril de 2008   | Houston, Estats Units      | Terra batuda | Rainer Schüttler | Pablo Cuevas Marcel Granollers | 7−5, 7−6(3)      |
| Guanyador | 2.   | 18 de juliol de 2009 | Indianapolis, Estats Units | Dura         | Dmitri Tursúnov  | Ashley Fisher Jordan Kerr      | 6−4, 3−6, [11−9] |

## Trajectòria

### Individual
| Open d'Austràlia | A   | Q1    | 1R    | 2R          | 1R          | 1R          | 1R    | A           | 2R          | 1R          | 1R   | A           | A           | 1R          | 3R | 0 / 10    | 4 − 10    |
| Roland Garros | A   | 2R    | QF    | 2R          | 1R          | 1R          | 1R    | 2R          | SF          | 2R          | 4R   | 1R          | 2R          | 1R          |    | 0 / 13    | 17 − 13   |
| Wimbledon | A   | 1R    | 2R    | 2R          | A           | 1R          | 2R    | 3R          | 2R          | 1R          | 1R   | 3R          | 4R          | 1R          |    | 0 / 12    | 11 − 12   |
| US Open | Q2  | 4R    | 2R    | 1R          | 1R          | 2R          | 2R    | 1R          | 2R          | 1R          | A    | 2R          | Q1          | Q1          |    | 0 / 10    | 8 − 10    |
| Jocs Olímpics | NC  | NC    | 1R    | No celebrat | No celebrat | No celebrat | A     | No celebrat | No celebrat | No celebrat | A    | No celebrat | No celebrat | No celebrat |    | 0 / 1     | 0 – 1     |
| Total Victòries−Derrotes                                                                                                   | 4−2 | 10−14 | 24−22 | 20−26       | 31−20       | 18−22       | 17−18 | 37−18       | 41−21       | 11−24       | 7−14 | 6−8         | 9−6         | 6−17        |    | 243 − 235 | 243 − 235 |
| Rànquing a final d'any | 141 | 61    | 53    | 90          | 24          | 61          | 136   | 24          | 13          | 81          | 151  | 199         | 95          | 226         |    |           |           |
| Llegenda: G: Guanyador; F: Finalista; SF: Semifinalista; QF: Quarts de final; Q: Qualificació; A: Absent; RR: Round Robin; |     |       |       |             |             |             |       |             |             |             |      |             |             |             |    |           |           |

## Guardons
- Estrella emergent de l'any (2006)